# Kirche Zebelin

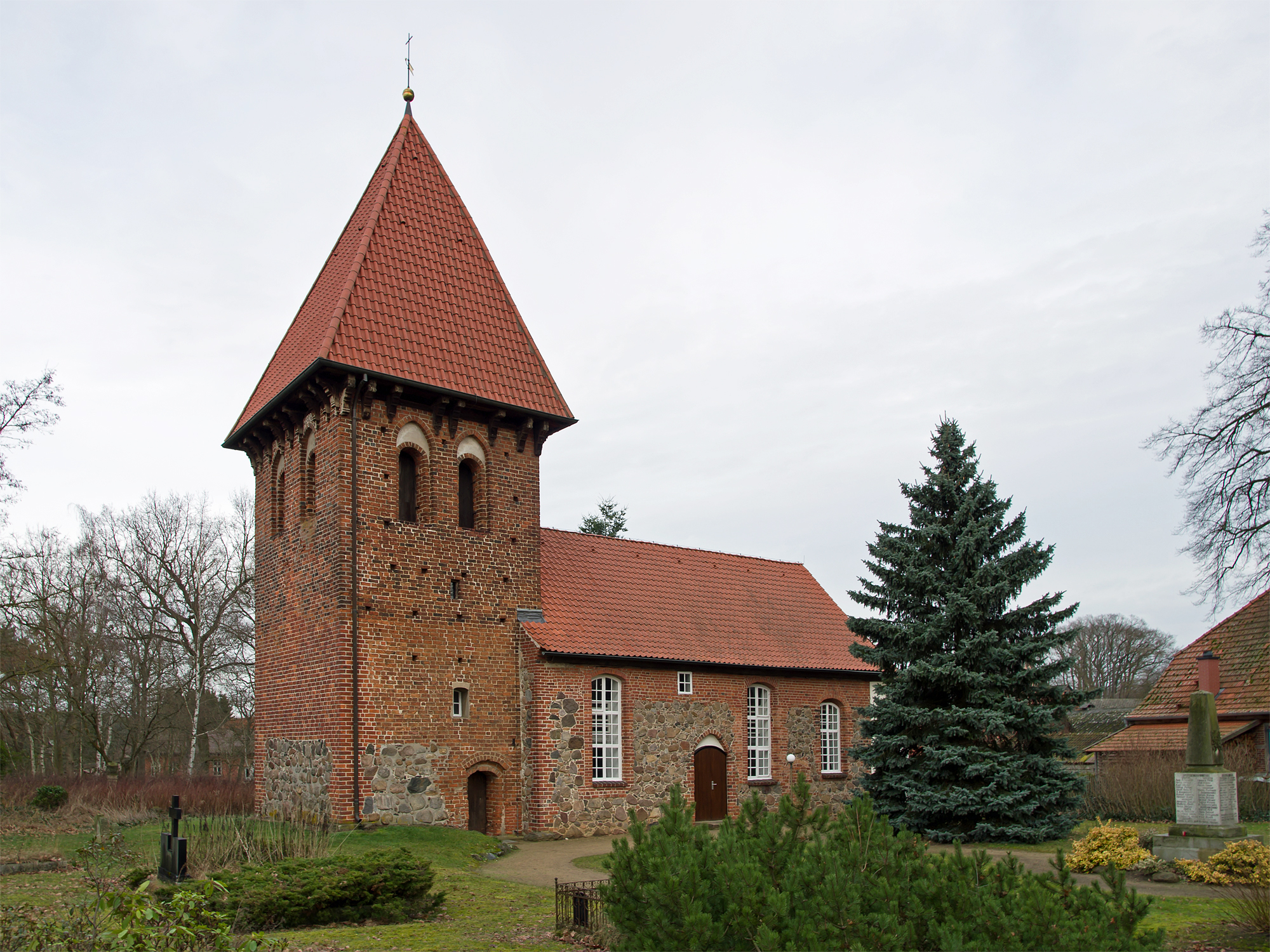
Kirche Zebelin

Die evangelisch-lutherische Kirche Zebelin steht in Zebelin, einem Ortsteil der Gemeinde Waddeweitz im Landkreis Lüchow-Dannenberg von Niedersachsen. Die Kirche steht unter Denkmalschutz. Die Kirchengemeinde gehört zum Kirchenkreis Lüchow-Dannenberg im Sprengel Lüneburg der Evangelisch-lutherischen Landeskirche Hannovers.

## Beschreibung
Die 1301 gebaute, heute mit Krempziegeln bedeckte Saalkirche besteht aus einem romanischen Langhaus, das ursprünglich nur aus Feldsteinen bestand. Mit der Vergrößerung der Fenster wurden die Wände mit Backsteinen ausgebessert. Der quadratische Kirchturm im Westen wurde erst in der Gotik aus Backsteinen angebaut. Der Turm ist mit einem überstehenden Pyramidendach auf Konsolen bedeckt. Auf jeder Seite hat er je zwei rundbogige Klangarkaden in spitzbogigen Blenden. Der eingezogene, verputzte, polygonale Chor und die mit einem Pultdach bedeckte Sakristei wurden erst 1910 errichtet. Gleichzeitig wurde im Kirchenschiff ein Tonnengewölbe eingezogen. 
Der Kanzelaltar ist aus dem 17. Jahrhundert. Die Orgel mit fünf Registern, einem Manual und einem Pedal, wurde 1912 durch P. Furtwängler & Hammer gebaut und 1986 durch ein Werk von Martin Haspelmath ersetzt.